# Municipio de Jefferson (condado de White)
El municipio de Jefferson (en inglés: Jefferson Township) es un municipio ubicado en el condado de White en el estado estadounidense de Arkansas. En el año 2010 tenía una población de 507 habitantes y una densidad poblacional de 12,97 personas por km².

## Geografía
El municipio de Jefferson se encuentra ubicado en las coordenadas 35°11′16″N 92°4′40″O / 35.18778, -92.07778. Según la Oficina del Censo de los Estados Unidos, el municipio tiene una superficie total de 39.09 km², de la cual 39,01 km² corresponden a tierra firme y (0,19 %) 0,08 km² es agua.

## Demografía
Según el censo de 2010, había 507 personas residiendo en el municipio de Jefferson. La densidad de población era de 12,97 hab./km². De los 507 habitantes, el municipio de Jefferson estaba compuesto por el 97,24 % blancos, el 0,39 % eran afroamericanos, el 0,79 % eran amerindios, el 0,2 % eran asiáticos, el 0,39 % eran isleños del Pacífico y el 0,99 % eran de una mezcla de razas. Del total de la población el 0,99 % eran hispanos o latinos de cualquier raza.